# Щ
Щ je cirilska črka, ki se je razvila iz ligature črk Ш + Т . Pri tem se je Т pisal pod Ш, tako da je imela ta črka v starejši cirilici obliko . 
Črka Щ se v bolgarščini izgovarja kot št, v vzhodnoslovanskih jezikih pa se (zaradi mehčanja) izgovarja kot šč - pod tem imenom je tudi najbolj znana. Srbščina in makedonščina črke Щ ne poznata, v sorodnih besedah pa namesto Щ najpogosteje nastopa ШТ - zgled: ruski besedi щит (beri: ščit) ustreza srbska beseda штит (beri: štit).
Pri prečrkovanju črka Щ povzroča veliko težav zahodnoevropskim jezikom, ki ne poznajo črk s strešico: v angleščino jo prečrkujejo kot SHCH, v francoščino kot CHTCH, v nemščino SCHTSCH ipd.
| tiskano | pisano |
| ------- | ------ |
| Щ щ     | Щ щ    |